# Nothopegia
Nothopegia  es un género de plantas con once especies,  perteneciente a la familia de las anacardiáceas.

## Taxonomía
El género fue descrito por Carl Ludwig Blume y publicado en Museum Botanicum 1: 203. 1850. La especie tipo es: Nothopegia colebrookiana

## Especies
| - Nothopegia acuminata - Nothopegia aureo-fulva - Nothopegia beddomei - Nothopegia borneensis - Nothopegia castaneifolia - Nothopegia colebrookiana | - Nothopegia dalzellii - Nothopegia heyneana - Nothopegia monadelpha - Nothopegia racemosa - Nothopegia travancorica - Nothopegia vajravelui |